# Суви зачин од поврћа
Суви зачин од поврћа је мешавина претходно осушеног и уситњеног поврћа у разним односима, без додатка соли и адитива, натријум глутамината. Спада у биолошки здрав додатак, без кога се не може замислити скоро ни једно јело, којима он не само да побољшање укус и изглед већ и хранљивост. Може га произвести свака домаћица у својој кухињи, а производи се и инндустријски.

## Састојци за домаћи зачин од сушеног поврћа
Мада суви зачин од поврћа може да у себи садржи различите врсте поврћа, у начелу главни састаојци овог зачина су:
- 2 велике шаргарепе,
- 1 велики корен паштрнака,
- 2 велика корена  першуна,
- 1 велики корен целера,
- 1 главица црног лука,
- 1 струк празилука,
- 1 веза листа целера,
- 1 веза першуна,
- 1 веза мирођије.
- 5 грама куркуме у праху,

Напомена: количина и врста састојака може додати или изоставити по сопственом укусу.

## Начин припреме
- Очистити, операти и исецкати све састојке у машини за млевење меса или електричној сецкалици (блендеру).
- Тако исецкану масу добро измешати и равномерно распоредити у танком слоју на полицу дехидратора.
- Ако немате дехидратор, поврће  ставите  у плех за печење у рерни и поређајте на исти начин  на папир за печење да се не би поврће залепило за плех.
- Сушити у дехидратору на 41 °C око 12 сати или у рерни на најнижој температури (обично 60 °C) са отвореним вратима
- Осушено поврће пребацити у већу чинију и све састојке добро измешати, уз додатак кашичице  куркуме у праху ( да заштити осушено поврће од светлости-сунца)
- Напуните теглу зачином и добро је затворите поклопцем.
- У тако затвореној тегли мешавина сувог зачина може дуго да стоји, и неће се покварити (убуђати).[1]

## Примена у јелима
Суви зачин од поврћа се додаје у динстана или кувана јела супе и чорба,  на 5 минута пре краја кувања (како би зачин задржао свој укус и хранљивост).
Овај зачин се додаје јелима у количини од 5 грама (једна кафена кашичица) по порцији.